# Joe Primeau
Alfred Joseph Francis „Gentleman Joe“ Primeau (* 29. Januar 1906 in Lindsay, Ontario; † 14. Mai 1989 in Toronto, Ontario) war ein kanadischer Eishockeyspieler und -trainer, der von 1928 bis 1936 für die Toronto Maple Leafs in der National Hockey League spielte.

## Karriere
Einst hatte ihn Conn Smythe für die New York Rangers verpflichtet, doch als Smythe nach Toronto zog, nahm er Primeau mit zu den Maple Leafs, wo er auch in der NHL debütierte. Dort führte er die „Kid Line“ als Center an. Sein erfolgreichstes Jahr 1932 krönte er mit seinem einzigen Stanley-Cup-Sieg und als „Gentleman Joe“ gewann er die Lady Byng Memorial Trophy. Der Mann mit den geschmeidigsten Händen der NHL beendete seine Karriere mit 30 Jahren und gründete eine Beton-Fabrik.
Auch als Trainer war er erfolgreich und gewann in verschiedenen Ligen die Meisterschaft. Er gewann mit der Nachwuchsmannschaft der Toronto St. Michael’s Majors den Memorial Cup, errang den Allan Cup und gewann als Coach seiner Toronto Maple Leafs 1951 den Stanley Cup.
1963 wurde er mit der Aufnahme in die Hockey Hall of Fame geehrt.

## Sportliche Erfolge
- Stanley Cup: 1932 (als Spieler); 1947 (als Trainer)
- Memorial Cup: 1947 (als Trainer)
- Allan Cup: 1949 (als Trainer)

### Persönliche Auszeichnungen
- NHL Second All-Star Team: 1934
- Lady Byng Memorial Trophy: 1932